# Ecueracapa
Ecueracapa (fl. 1779-1793), també anomenat Cota de Malla, Guaquangas o Contatanacapara, fou un cabdill dels comanxes. Fou anomenat pels espanyols Ecueracapa perquè solia portar una capa confeccionada amb les proteccions en forma d'armilla (cuera) preses als soldats presidials espanyols coneguts com a soldats de cuera.
Va ser nomenat cap dels comanxes kotsoteka després de la mort del seu pare, el cap Cuerno Verde, el 3 de setembre de 1779 durant l'expedició de càstig de Juan Bautista de Anza, aleshores governador espanyol de Nou Mèxic. Posteriorment, en un gran consell format per la major part de les tribus comanxes convocat en 1785 vora el riu Arkansas, Ecuerecapa fou designat portaveu amb autoritat per a arribar a una pau general amb els espanyols. Amb aquesta finalitat arribà a Santa Fe el 25 de febrer de 1786. Finalment es va acordar la pau entre els espanyols, els comanxes i els utes, així com una aliança entre tots ells contra els apatxes. Aquest acord durà una generació. Morí en 1793 durant una expedició de saqueig contra els pawnee, i fou succeït com a cap per Encanaguané (Zorro Rojo).